# Kalyke
Kalyke (XXIII, S/2000 J2) är en av Jupiters månar. Den upptäcktes den 23 november 2000 av en grupp astronomer vid University of Hawaii. Kalyke är cirka 5,2 kilometer i diameter och roterar kring Jupiter på ett avstånd av cirka 23 566 000 kilometer.